# 우즈베키스탄 철도
우즈베키스탄 철도(우즈베크어: Oʻzbekiston Temir Yoʻllari)는 우즈베키스탄의 국영 철도 회사로, 국내 모든 철도를 소유하고 운영한다. 1994년 우즈베키스탄 내 철도를 운영하기 위해 설립되었다. 2017년 3월 기준, 주요 철도망의 총 연장은 4,669km(2,446km는 전기화)이며,  총 54,700명을 고용하고 있다.

## 차량
| 등급               | 유형 | 차호 | 년도          | 제조        | 비고          | 노선                         |
| ------------------ | ---- | ---- | ------------- | ----------- | ------------- | ---------------------------- |
| ER9E               | EMU  |      | 1962년        | RVR         | 리퍼비시 제품 |                              |
| ER2                | EMU  |      | 1962년        | RVR         | 리퍼비시 제품 |                              |
| 렌페 130급         | EMU  | ~4   | 2011년~2017년 | 탈고        |               | 타슈켄트-사마르칸트 고속철도 |
| 레지오판터         | EMU  | 30~  | 2024년 이후~  | 스코다 교통 |               |                              |
| 아프로시욥 EMU-250 | EMU  |      | 2027년 이후~  | 현대로템    | 계획          | 타슈켄트-사마르칸트 고속철도 |
|                    | DMU  |      |               |             |               |                              |

- 3ES5K 기관차(~7, 노보체르카스크 전기 기관차 공장, 2018~2020년)